# Io sono ancora qui
Io sono ancora qui (Ainda estou aqui) è un film del 2024 diretto da Walter Salles.
E' il film più personale di Walter Salles, che da bambino aveva conosciuto bene la famiglia Paiva, essendo stato loro vicino di casa,: è tratto dal libro di memorie del 2015 Sono ancora qui (La Nuova Frontiera, 2025) di Marcelo Rubens Paiva, sulla scomparsa di suo padre Rubens Paiva, desaparecido durante la dittatura militare brasiliana. Fernanda Torres interpreta Eunice Facciolla, moglie di Rubens, che si impegna per far emergere la verità. 
Io sono ancora qui ha richiamato oltre 3 milioni di spettatori in patria, diventando il film brasiliano di maggior successo al botteghino locale dalla pandemia di COVID-19 e scalzando Central do Brasil come miglior incasso di Salles. Fernanda Torres ha ottenuto diversi riconoscimenti per la sua interpretazione, tra cui il Golden Globe per la migliore attrice in un film drammatico, diventando la prima attrice brasiliana a vincere il premio; è stata inoltre candidata all'Oscar alla miglior attrice ai premi Oscar 2025, mentre il film è stato candidato come miglior film e ha vinto come miglior film internazionale.

## Trama
Nel 1971 l'ingegnere ed ex deputato del PTB Rubens Paiva vive con sua moglie Eunice Facciolla e i cinque figli a Rio de Janeiro, dopo che il colpo di Stato di sette anni prima ha segnato la fine della sua vita politica. Eunice teme per l'incolumità della figlia maggiore Veroca, che partecipa attivamente ai movimenti studenteschi contro la dittatura militare e che lascia prudenzialmente il Paese per Londra. Nessuno della famiglia sa però che Rubens finanzia gli oppositori del regime. Un giorno, egli viene prelevato dalle autorità per un interrogatorio e non fa più ritorno. Eunice e la figlia Eliana vengono anch'esse portate in caserma, per poi essere rilasciate dopo qualche giorno. 
Volendo conoscere la verità sulla sorte del marito, Eunice intraprende la sua coraggiosa lotta cercando allo stesso tempo di mantenere unita la famiglia nonostante le difficoltà economiche. Quando apprende che Rubens è stato ucciso, si trasferisce con i figli, ancora ignari del tragico esito, a San Paolo. Riprende gli studi universitari lasciati in sospeso, si laurea in giurisprudenza e diventa un'attivista per i diritti umani. Nel 1996 finalmente ottiene dallo Stato un certificato di morte del marito, deceduto a causa delle torture, rendendogli così parzialmente giustizia. Nel 2014, durante una riunione familiare, Eunice, che è ormai giunta a uno stadio avanzato della malattia di Alzheimer, si illumina all'improvviso guardando per caso in televisione un servizio dedicato al marito e ad altre vittime della dittatura; poserà quindi, con un volto rasserenato, per una foto di gruppo insieme ai parenti, tra cui il figlio - lo scrittore Marcelo Rubens Paiva - da anni su una sedia a rotelle a causa di un incidente.

## Distribuzione
Il film è stato presentato in anteprima alla 81ª Mostra internazionale d'arte cinematografica di Venezia il 1º settembre 2024. Ha avuto una distribuzione limitata nelle sale cinematografiche di Salvador dal 19 al 25 settembre seguente, venendo poi distribuito ufficialmente a livello nazionale dalla Sony a partire dal 7 novembre. È stato distribuito nelle sale cinematografiche francesi da StudioCanal a partire dal 15 gennaio 2025, e in quelle italiane da BiM Distribuzione a partire dal 30 gennaio 2025.

## Accoglienza

### Incassi
Il film è stato un successo al botteghino, incassando circa 112,9 milioni di real in Brasile (una cifra pari a 19,5 milioni di dollari) e poco più di 16,6 milioni di dollari nel resto del mondo, per un totale di 36121640 $. In Italia ha incassato 1513330 €.

#### Brasile
Il primo giorno, il film è stato visto da 50 mila spettatori, incassando 1,1 milioni di real. Al termine del suo primo fine settimana di programmazione, nonostante fosse stato oggetto di un boicottaggio da parte della destra, si è classificato 1º al botteghino brasiliano con 358 mila spettatori e 8,6 milioni di real d'incasso, battendo i 6,6 milioni di Venom: The Last Dance alla sua terza settimana.
Ha mantenuto la propria posizione nel secondo fine settimana, superando il milione di spettatori e i 23 milioni e mezzo d'incasso, così come in quello seguente, arrivando a 38,7 milioni d'incasso e 1,8 milioni di spettatori senza venire scalzato da nuove uscite come i blockbuster di Hollywood Wicked e Il gladiatore 2. È diventato così il maggiore incasso al botteghino brasiliano della carriera di Walter Salles, superando i 1,6 milioni di spettatori del precedente Central do Brasil (1998). La settimana seguente, è diventato il miglior incasso post-pandemico in Brasile per un film brasiliano, con 47 milioni e mezzo di real e 2,22 milioni di spettatori, cedendo poi la propria posizione al cartone animato Disney Oceania 2 al termine del suo quarto fine settimana di programmazione.
Dopo la vittoria di Fernanda Torres ai Golden Globe 2025, gli incassi del film, a due mesi dall'uscita, hanno registrato un incremento del 240%, superando i tre milioni di spettatori e i 72,6 milioni di real d'incasso.
Il film è risultato il 5º miglior incasso dell'anno in Brasile, dietro ad Inside Out 2 (con 444 milioni di real), Deadpool & Wolverine (157 milioni), Cattivissimo me 4 (152,1 milioni) e Oceania 2 (145,7 milioni).

### Critica
Il film ha riscosso un'ottima critica: su Rotten Tomatoes il 97% dei 199 critici esprime un giudizio positivo, su Metacritic il voto medio ponderato di 43 critici è 85/100.

## Riconoscimenti
- 2025 – Premio Oscar[25]
  - Miglior film internazionale (Brasile)
  - Candidatura per il miglior film
  - Candidatura per la miglior attrice a Fernanda Torres
- 2025 – Golden Globe[2]
  - Migliore attrice in un film drammatico a Fernanda Torres
  - Candidatura per il miglior film straniero
- 2025 – Premi BAFTA[26]
  - Candidatura per il miglior film non in lingua inglese
- 2024 – Mostra internazionale d'arte cinematografica[3][27]
  - Premio Osella per la migliore sceneggiatura a Murilo Hauser ed Heitor Lorega
  - Green Drop Award
  - Premio SIGNIS
  - In concorso per il Leone d'oro
- 2024 – Los Angeles Film Critics Association[28]
  - Miglior attrice (2º posto) a Fernanda Torres
- 2024 – National Board of Review[29]
  - Migliori cinque film stranieri
- 2025 – Critics' Choice Awards[30]
  - Candidatura per il miglior film straniero
- 2025 – Premio Goya[31]
  - Candidatura per il miglior film straniero in lingua spagnola
- 2025 – Satellite Award
  - Candidatura per la migliore attrice a Fernanda Torres
  - Candidatura per il miglior film in lingua straniera